# OLW

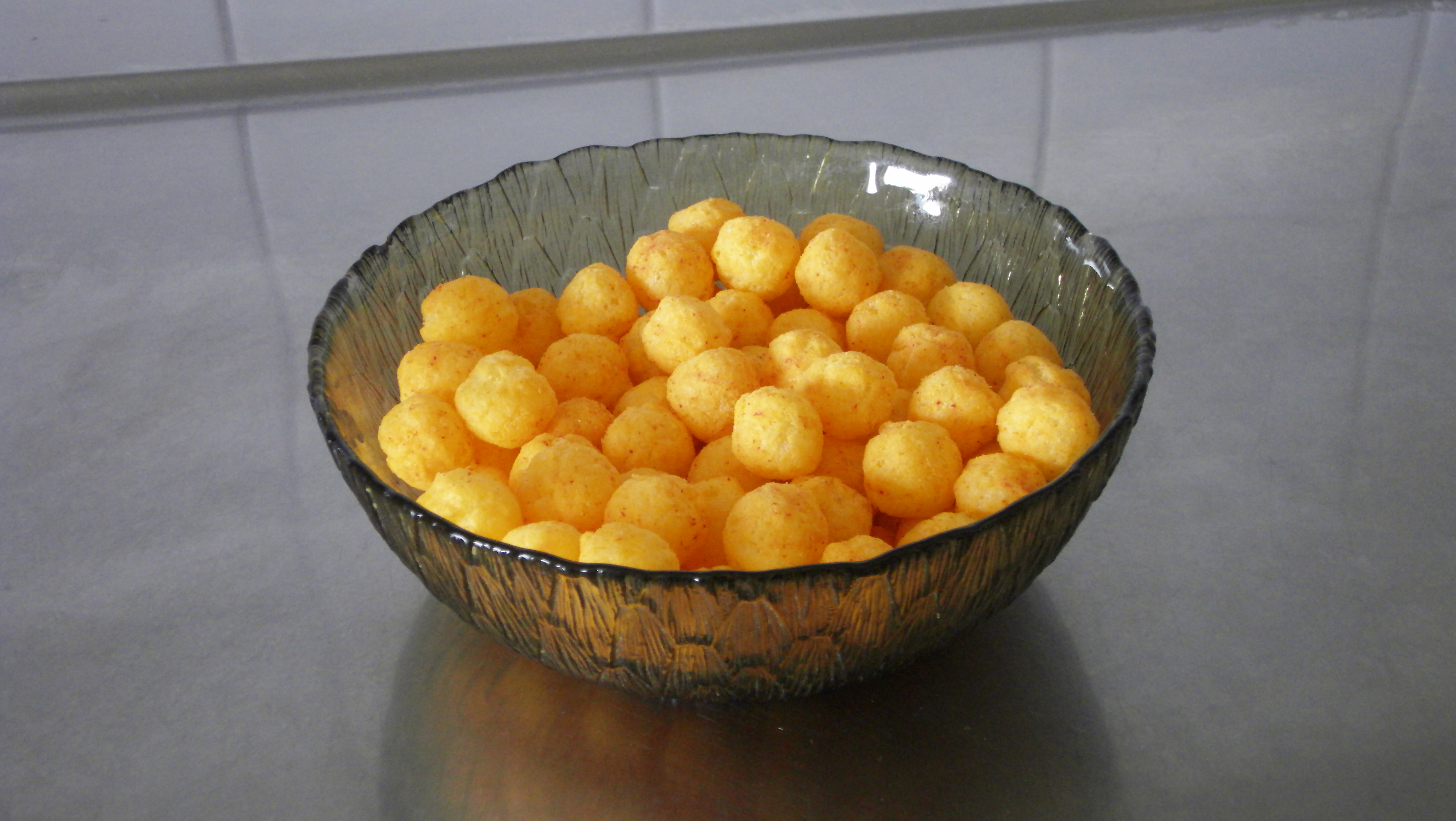
En skål med Cheez balls, en OLW-produkt.

OLW (Old London Wasa) är ett varumärke, tidigare ett svenskt företag, som marknadsför snacks som exempelvis potatischips, ostbågar, jordnötter och olika sorters dippulver. OLW grundades 1967 av Wasabröd och ägs sedan 2005 av norska Orkla. Sedan 2014 är OLW en del av Orkla Confectionery & Snacks Sverige AB.

## Historia
OLW bildades genom ett samarbete mellan Wasabröd och den amerikanska chipstillverkaren Borden Foods 1967. Namnet "OLW" är en förkortning för Old London Wasa då Bordens fabrik i New York hette Old London. 1975 övergavs namnet och företaget hette från det året enbart "OLW". Bolaget började tillverka "cheez doodles" (ostbågar) och senare potatischips. 
Under 1980-talet lanserades Pommes pinnes och en varg, Olwen, skapades som maskot. Det fanns även en Miss Olw som användes för att marknadsföra vissa produkter från OLW. 1989 sålde Wasabröd hälften av bolaget till Chips Ab. Chips är marknadsledande på den finska chipsmarknaden och ett samriskföretag skapades. 1997 invigdes en helt ny chipsfabrik i Filipstad som byggts tillsammans med kommunen.
År 1999 sålde Wasabröd resten av bolaget till åländska Chips Abp (tidigare Chips Ab) och företaget blev åländskt helt och hållet. I juni 2005 blev Chips ABP inklusive OLW uppköpt av norskägda Orkla. 2014 bildades ett nytt bolag tillsammans med Orkla-ägda Göteborgs kex i Kungälv – Orkla Confectionery & Snacks Sverige. I samband med omorganiseringen blev Chips Ab nya namn Orkla Confectionery & Snacks Finland.

## Produktion och marknadsföring
Produktionen sker i Filipstad i Värmland. Där arbetade år 2012 cirka 225 personer. Huvudkontoret finns i Solna.
Sedan 2009 har OLW byggt sin marknadsföring på ordet fredagsmys. Företaget har kopplat det positiva begreppet med sitt varumärke och gick efter det om huvudkonkurrenten Estrella, och blev marknadsledande på chips 2011.